# 紹斯科夫 (亞利桑那州)
紹斯科夫（英語：South Cove）是位於美國亞利桑那州莫哈維縣的一個非建制地區。該地的面積和人口皆未知。

## 地理
紹斯科夫的座標為36°05′26″N 114°05′53″W / 36.09056°N 114.09806°W，而該地的平均海拔高度為393米（即1289英尺）。